# Phaeomyias
Phaeomyias actualment és un gènere d'ocells passeriformes de la família dels tirànids (Tyrannidae) vuit, sense espècies. Agrupava espècies natives de l'Amèrica tropical (Neotrópic). El gènere va ser tractat com monotípic per molt de temps, però diversos autors sostenien que es dividia en més d'una espècie. Una anàlisi genètica conduïda l'any 2016 va arribar a la conclusió que les espècies d'aquest gènere havien de ser incloses en el gènere Nesotriccus, el que va ser adoptat per les principals autoritats taxonòmiques.

## Etimologia
El nom genèric femení Phaeomyias es compon de les paraules del grec antic «phaios» que significa “bru”, “marró”, i «muia, muias» que significa “mosca”.

## Taxonomia
El gènere va ser proposat per l'ornitòleg alemany Hans von Berlepsch en 1902 que va designar com a espècie tipus a Elaïnea incomta (Cabanis & Heine SR., 1859), una subespècie de Phaeomyias murina, originalment descrita com Platyrhynchus murinus, és a dir, per designació subseqüent.
Durant molt de temps Phaeomyias va ser tractat com monotípic. Alguns autors, com Ridgely & Tudor (1994) i Ridgely & Greenfield (2001), principalment amb base en la notable diferència de vocalització, van considerar al tàxon tumbezana (incloent-hi inflava i maranonica), del sud-oest de l'Equador i el nord-oest de Perú com a espècie plena: Phaeomyias tumbezana. Les evidències genètiques presentades per Rheindt et al. (2008c) van confirmar aquestes hipòtesis.
Una anàlisi d'ADN mitocondrial realitzat per Zucker et al. (2016), que va explorar les relacions entre Nesotriccus ridgwayi, una espècie endèmica de l'illa del Coco a l'Oceà Pacífic de Costa Rica, i les diverses poblacions de Phaeomyias a través de la distribució a Amèrica Central i del Sud, va trobar que Nesotriccus està embotit en l'arbre de l'evolució de Phaeomyias; i que aquest complex de subespècies, representa almenys quatre espècies diferents que es diferencien en plomatge, vocalització i hàbitat. Nesotriccus va sofrir un coll d'ampolla poblacional subseqüent a la divergència de les poblacions d'Amèrica Central i del Sud en el Plistocè mitjà. Per tant, es conclou que totes les espècies pertanyen al mateix gènere i com Nesotriccus té prioritat sobre Phaeomyias, les espècies en aquest han de ser transferides, amb la qual cosa es torna un sinònim posterior de Nesotriccus.